# Muzo

Localização de Muzo no departamento de Boyacá.

Muzo é um município no departamento de Boyacá, na Colômbia.
Muzo, junto com as localidades vizinhas de Chivor, Coscuez e Santa Bárbara (em Boyacá), integram a zona esmeraldífera da Colômbia, de onde brotam as mais belas gemas do mundo. A Colômbia fornece 55% do mercado mundial de esmeraldas, com exportações da ordem de 200 milhões de dólares anuais.